# Kakralaid
Kakralaid är en mycket liten ö i Östersjön i västra Estland. Den ligger i Pühalepa kommun i Hiiumaa (Dagö), 110 km väster om huvudstaden Tallinn.
Kakralaid ligger i norra delen av Hares sundsom skiljer Dagö från Ormsö. Den är 0,003 kvadratmeter stor och öns högsta punkt ligger två mter över havsnivån.  Närmsta större landområde är Sääre nina på Dagö som ligger 4,7 km år sydväst. Söder om Kakralaid ligger öarna Oxholm och Hares.